# میتسوئو شیندو
میتسوئو شیندو (انگلیسی: Mitsuo Shindō؛ Did not recognize date.  Try slightly modifying the date in the first parameter. – ۱۰ فوریه ۲۰۲۳ (۷۴ سال)) کارگردان هنری، کارگردان فیلم، کارگردان موزیک ویدئو اهل ژاپن بود.